# Önkívület (film)
Az Önkívület (eredeti cím: Self/Less) 2015-ös amerikai sci-fi-thriller, melyet Tarsem Singh rendezett, valamint David és Àlex Pastor írt. A főszereplők Ryan Reynolds, Natalie Martinez, Matthew Goode, Victor Garber, Derek Luke és Ben Kingsley.
Az Amerikai Egyesült Államokban 2015. július 10-én mutatták be, Magyarországon két héttel később szinkronizálva, július 23-án a Freeman Film forgalmazásában.
A film nagyrészt negatív véleményeket kapott a kritikusoktól, és a bevételeket tekintve csődnek bizonyult. A Metacritic oldalán a film értékelése 34% a 100-ból, ami 30 véleményen alapul. A Rotten Tomatoeson az Önkívület 21%-os minősítést kapott, 125 értékelés alapján.

## Szereplők
| Színész              | Szerep                            | Magyar hang      |
| -------------------- | --------------------------------- | ---------------- |
| Ryan Reynolds        | Damian Hayes / Edward "Mark" Hale | Dányi Krisztián  |
| Ben Kingsley         | Damian Hayes                      | Harsányi Gábor   |
| Matthew Goode        | Albright professzor               | Rajkai Zoltán    |
| Michelle Dockery     | Claire Hayes                      | Huszárik Kata    |
| Natalie Martinez     | Madeline "Maddie" Hale            | Pálmai Anna      |
| Victor Garber        | Martin O'Neill                    | Dunai Tamás      |
| Derek Luke           | Antony                            | Dolmány Attila   |
| Jaynee-Lynne Kinchen | Anna Hale                         | Szűcs Anna Viola |
| Melora Hardin        | Judy O'Neill                      |                  |